# 尚振贵
尚振贵（1959年8月—），男，中华人民共和国军事人物，中国人民解放军少将，曾任北京军区政治部干部部部长，天津警备区政治部主任，河北省军区政治委员，山东省军区政治委员。